# Interruttore extrarapido
L'Interruttore Extrarapido o IR è il dispositivo elettromeccanico attualmente in uso su tutte le locomotive elettriche, nonché nelle sottostazioni e cabine elettriche degli impianti di alimentazione per la trazione elettrica, per la protezione dei circuiti in alta tensione, con particolare riferimento ai sistemi in corrente continua (ove l'estinzione dell'arco elettrico è complicata dal mancato passaggio a valore zero, così come avviene nella forma d'onda sinusoidale della tensione alternata).

## Caratteristiche
Costruttivamente è costituito da un contattore ad azionamento pneumatico che viene trattenuto in posizione di chiuso da un aggancio elettromagnetico. In caso di intervento viene a mancare il flusso magnetico di ritenuta e l'interruttore si apre.
L'arco elettrico, che si genera in fase di apertura sotto carico, viene spinto verso l'alto da un campo elettromagnetico (prodotto dalla stessa extracorrente di apertura) e convogliato in un condotto a lamelle (detto "caminetto") in grado di frazionare l'arco stesso e interromperlo.
L'intervento dell'IR è sia comandato da vari relè disposti a protezione dei vari circuiti della locomotiva, come per il separatore D'Arbela, sia automatico, in caso del superamento del valore di taratura dell'IR stesso (nell'evenienza cioè che la corrente assorbita dalla locomotiva superi un valore preimpostato senza che nessun relè di protezione sia intervenuto).
Le caratteristiche salienti dell'IR sono la velocità di apertura (pochi decimi di secondo) e la capacità di eseguire interventi ripetuti senza la necessità di sostituire parti o componenti.
Queste, unite alla notevole affidabilità, alla capacità di interrompere flussi elettrici notevoli (extracorrenti transitorie fino a 60000 A) e al fatto di non avere componenti soggetti al rischio di esplosione (vedi le valvole Musso del separatore D'Arbela) hanno fatto sì che l'IR fosse installato su tutti i rotabili in corrente continua delle Ferrovie dello Stato italiane, anche di precedente costruzione, dagli anni sessanta in poi (locomotive E.626, E.428, E.424, E.636, E.646, E.444, E.656, E.633, E.652, E.402, E.404, E.414, E.412, E.403, tutti gli elettrotreni ed elettromotrici di nuova costruzione).
I nuovi extrarapidi sono dotati di scheda elettronica tipo mc_irx per la gestione dell'apertura e dei sovraccarichi, tipo microelettrica scientifica,EMC traction.